# نعيم ضيف الله
نعيم ضيف الله (مواليد 12 أبريل 1982) هو لاعب كرة سلة تونسي يلعب حاليًا للنادي الإفريقي بعد أن لعب لفريق ضمان مصر في دوري كرة السلة المصري والنادي الإفريقي خلال السنوات الست الأولى من مسيرته.
ضيف الله عضو في الفريق الوطني التونسي لكرة السلة الذي احتل المركز الثالث في بطولة إفريقيا لكرة السلة 2009 للتأهل لبطولة العالم الأولى لكرة السلة في البلاد. سجل ضيف الله ثماني نقاط في كل مباراة في المتوسط للتونسيين خلال البطولة بما في ذلك متصدر الفريق 13 نقطة في المباراة الافتتاحية أمام الرأس الأخضر. كما تنافس مع التونسيين في بطولة إفريقيا لكرة السلة 2005 و2007.